# Kalibr
3M-54 Kalibr, (Kalibr, kalibar), naziva se i kao 3M54-1 Kalibr, 3M14 Biryuza, (NATO prijavljeno ime SS-N-27 Sizzler i SS-N-30A), 91R1, i 91RT2, obitelj je ruskih krstarećih raketa koje je razvio Novator Design Bureau (OKB-8). Postoje verzije projektila za lansiranje s broda, iz podmornice i iz zraka te varijante za protubrodsku, protupodmorničku i kopnenu upotrebu. Neke inačice imaju drugi pogonski stupanj koji pokreće nadzvučni sprint u terminalnom prilazu meti, smanjujući vrijeme koje obrambeni sustavi mete moraju reagirati, dok podzvučne inačice imaju veći domet od nadzvučnih inačica. Projektil može nositi bojevu glavu težine do 500 kg eksploziva ili termonuklearnu bojevu glavu.

## Dizajn
Raketa je sustav s pet verzija: dvije protubrodske vrste, jedna za kopneni napad i dvije protupodmorničke vrste. Projektil je dizajniran tako da dijeli zajedničke dijelove između varijanti koje se lansiraju s površine i podmornice, ali se svaki projektil sastoji od različitih komponenti, na primjer, pojačivača. Projektil se može lansirati s površinskog broda pomoću sustava za okomito lansiranje (VLS).
Projektil lansiran iz podmorničke torpedne cijevi nema potrebe za takvim dodatkom, već umjesto njega ima konvencionalni pojačivač. Verzija lansirana iz zraka drži se u spremniku koji se ispušta prilikom lansiranja projektila, odvajajući se od spremnika.
Postoji nekoliko tvrdnji o maksimalnom dometu kopnenih napada Kalibra koje koristi Rusija. Američko ministarstvo obrane procjenjuje njegov domet na 1400 km, a ruski ministar obrane Sergej Šojgu rekao je da mu je domet "gotovo 1500 km." Nakon prvog operativnog ispaljivanja u listopadu 2015., izjave ruskog Ministarstva obrane sugerirale su domet od 2000 km, dok je izvješće Ureda mornaričke obavještajne službe iz prosinca 2015. prikupilo niz ruskih izjava koje predviđaju domet između 1500-2500 km.
Odstupanja u vrijednostima dometa mogu biti političke deklaracije za strateški učinak ili potencijalno duže tvrdnje o dometu od 2500 km mogu se povezati s termonuklearnom naoružanom varijantom, dok su kraće procjene dometa od 1500 km za konvencionalno naoružani projektil.

### Terminalni nadzvučni let
Ruska domaća varijanta (3M54T / 3M54K) i izvozne varijante (3M54TE/3M54KE) lete podzvučnom brzinom dok postižu nadzvučnu brzinu (3,0 Macha) dok se približavaju meti. Također su sposobni izvoditi obrambene manevre velike brzine pod vrlo visokim kutom za razliku od uobičajene linearne putanje leta drugih protubrodskih krstarećih projektila.
Velika brzina nadzvučne inačice vjerojatno joj daje bolje karakteristike probijanja cilja od lakših podzvučnih krstarećih projektila, poput BGM-109 Tomahawk. Budući da je dvostruko teži i gotovo četiri puta brži od Tomahawka, 3M54T ima više od 32 puta veću kinetičku energiju na krstarenju od projektila Tomahawk (~972 megajoula, ili jednako 232 kg TNT eksplozivne energije ). Njegova brzina od 3,0 Macha znači da mu se suvremeni obrambeni sustavi projektila teže mogu suprotstaviti  i njegova preciznost čini ga smrtonosnim za srednje mete kao što su razarači .

## Varijante
Domaće inačice su osnovne inačice ove obitelji projektila; ovo su 3M54 i 3M14. Izvozni model se zove Club (ranije Klub). Postoje dvije glavne platforme za lansiranje: Kalibr-PL (izvozni Club-S), dizajniran za korištenje s podmornica, i Kalibr-NK (izvozni Club-N), dizajniran za površinske brodove. Ove dvije lansirne platforme mogu biti opremljene sljedećim kombinacijama bojnih glava i navođenja.

## Platforme za lansiranje
'Club-K' – ruski kontejnerski kompleks raketnog naoružanja, smješten u standardni morski kontejner od 20 i 40 stopa. Dizajniran je za poraz nadzemnih i površinskih ciljeva. Kompleks se može montirati na obale, plovila različitih klasa, željezničke platforme i kamione. Riječ je o modifikaciji raketnog sustava Kalibr.
Ruska klasa Kilo, klasa Amur, klasa Akula, klasa Yasen i klasa Borej su podmorničke lansirne platforme za projektile.
Ruske fregate klase Admiral Gorškov, klase Admiral Grigorovič i fregate klase Gepard mogu nositi ove projektile. Također, indijska fregata klase Talwar još je jedna brodska lansirna platforma za raketni sustav Club.
Ruska klasa Gremyashchy, klasa Buyan-M, druga serija korveta klase Steregushchy i klasa Karakurt su platforme malog deplasmana sa sposobnostima sustava Kalibr.